# Saint-Gobain, Aisne

Saint-Gobain este o comună în departamentul Aisne din nordul Franței. În 1 ianuarie 2022 avea o populație de 2.313 de locuitori.